# Štefan Ružička
Štefan Ružička (ur. 17 lutego 1985 w Nitrze) – słowacki hokeista, reprezentant Słowacji.

## Kariera
- HK Nitra (2001-2003)
- Owen Sound Attack (2003-2005)
- Philadelphia Phantoms (2004-2008)
- Philadelphia Flyers (2006-2008)
- Spartak Moskwa (2008-2013)
- Saławat Jułajew Ufa (2013)
  -  Toros Nieftiekamsk (2013)
- Awangard Omsk (2013-2014)
- Lausanne HC (2014-2015)
- Slovan Bratysława (2014-2015)
- HC Oceláři Trzyniec (2015)
- Sparta Praga (2016-2017)

Od 2008 zawodnik Spartaka Moskwa. W sierpniu 2012 przedłużył kontrakt z klubem o trzy lata. W styczniu 2013 roku został przekazany do klubu Saławat Jułajew Ufa w zamian za kompensatę finansową. W moskiewskim klubie od 2008 występował wraz z nim jego rodak Ivan Baranka, zaś od 2013 razem kontynuują karierę także w Saławacie. We wrześniu został przekazany do zespołu farmerskiego Toros Nieftiekamsk.
Od połowy października 2013 zawodnik Awangardu Omsk (w toku wymiany z Ufy do Omska trafił jego rodak Tomáš Záborský). Od września 2014 zawodnik. Od listopada 2014 do stycznia 2015 zawodnik Slovana Bratysława. Od stycznia 2015 zawodnik Oceláři Trzyniec. Po sezonie 2014/2015 ogłosił decyzję o zakończeniu kariery W 2016 wznowił grę i we wrześniu 2016 został zawodnikiem Sparty Praga.
Uczestniczył w turniejach mistrzostw świata w 2009, 2011.

## Sukcesy

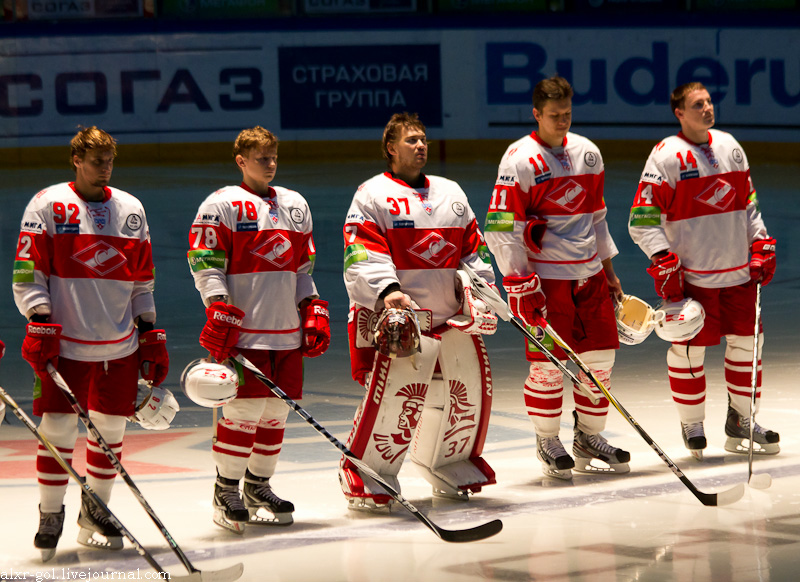
Štefan Ružička (pierwszy z prawej) w barwach Spartaka Moskwa (2011)

Reprezentacyjne
- Srebrny medal mistrzostw świata juniorów do lat 18: 2003

Klubowe
- Puchar Nadziei: 2014 z Awangardem Omsk
- Srebrny medal mistrzostw Czech: 2015 z Oceláři Trzyniec

Indywidualne
- OHL 2003/2004:
  - Pierwsze miejsce w klasyfikacji strzelców wśród pierwszoroczniaków: 34 gole
  - Pierwsze miejsce w klasyfikacji asystentów wśród pierwszoroczniaków: 38 asyst
  - Pierwsze miejsce w klasyfikacji kanadyjskiej wśród pierwszoroczniaków: 72 punkty
  - Skład gwiazd pierwszoroczniaków
  - Mecz gwiazd
- KHL (2011/2012):
  - Trzecie miejsce w klasyfikacji strzelców zwycięskich goli w rundzie zasadniczej: 6 goli
- KHL (2013/2014):
  - Pierwsze miejsce w klasyfikacji strzelców w turnieju Puchar Nadziei: 6 goli
  - Pierwsze miejsce w klasyfikacji kanadyjskiej w turnieju Puchar Nadziei: 13 punktów